# Fernanda Vasconcellos
Fernanda de Vasconcellos Galvez, född 14 september 1984 i São Paulo, är en brasiliansk skådespelare. Hon har mottagit ett antal priser för sina olika rolltolkningar i främst brasiliansk TV.

## Filmografi (urval)
- 2006: Páginas da Vida
- 2012: Kärlek och svek
- 2013: Sangue Bom
- 2018 – 3% (TV-serie)